# Andreas Dibowski
Andreas Dibowski (Hamburg, 29 maart 1966) is een Duits ruiter gespecialiseerd in eventing. Dibowski nam driemaal deel aan de Olympische Zomerspelen en won in 2008 de gouden medaille in de landenwedstrijd. Vier jaar eerder kreeg Dibowski het goud omgehangen maar dit moest hij afstaan na een toegekend protest van meerdere landen over zijn landgenote Bettina Hoy.

## Resultaten
- Olympische Zomerspelen 2000 in Sydney 4e landenwedstrijd eventing met Leonas Dancer
- Wereldruiterspelen 2002 in Jerez de la Frontera uitgevallen individueel eventing met Leonas Dancer
- Wereldruiterspelen 2002 in Jerez de la Frontera 13e landenwedstrijd eventing met Leonas Dancer
- Olympische Zomerspelen 2004 in Athene 14 individueel eventing met Little Lemon B
- Olympische Zomerspelen 2004 in Athene 4e landenwedstrijd eventing met Little Lemon B
- Wereldruiterspelen 2006 in Aken 21e individueel eventing met FRH Serve Well
- Olympische Zomerspelen 2008 in Hongkong 8e individueel eventing met Butts Leon
- Olympische Zomerspelen 2008 in Hongkong  landenwedstrijd eventing met Butts Leon
- Wereldruiterspelen 2010 in Lexington 46e individueel eventing met Butts Leon
- Wereldruiterspelen 2010 in Lexington 5e landenwedstrijd eventing met Butts Leon

1912: Nordlander, Adlercreutz, Casparsson,  Horn af Åminne ·
1920: Mörner, Lundström, von Braun,  Dyrsch ·
1924: Van der Voort van Zijp, Pahud de Mortanges, De Kruijff,  Colenbrander ·
1928: Pahud de Mortanges, De Kruijff, Van der Voort van Zijp ·
1932: Thomson, Chamberlin, Argo ·
1936: Stubbendorf, Lippert, von Wangenheim ·
1948: Henry, Anderson, Thomson ·
1952: von Blixen-Finecke, Stahre, Frölén ·
1956: Weldon, Rook, Hill ·
1960: Morgan, Lavis, Roycroft ·
1964: Checcoli, Angioni, Ravano ·
1968: Allhusen, Meade, Jones ·
1972: Meade, Gordon-Watson, Parker, Phillips ·
1976: Coffin, Plumb, Davidson, Tauskey ·
1980: Blinov, Salnikov, Volkov, Rogosjin ·
1984: Plumb, Stives, Fleischmann, Davidson ·
1988: Erhorn, Baumann, Kaspareit, Ehrenbrink ·
1992: Green, Rolton, Hoy, Ryan ·
1996: Schaeffer, Rolton, Hoy, Dutton ·
2000: Dutton, Hoy, Tinney, Ryan ·
2004: Boiteau, Lyard, Courrèges, Teulère, Touzaint ·
2008: Thomsen, Ostholt, Dibowski, Klimke, Romeike ·
2012: Auffarth, Jung, Klimke, Schrade, Thomsen ·
2016: Laghouag, Lemoine, Nicolas, Vallette ·
2020: Collett, McEwen, Townend ·
2024: Canter, Collett, McEwen
- Gemeinsame Normdatei: 12926623X
- International Standard Name Identifier: 0000 0000 1719 5693
- Virtual International Authority File: 65081506
- WorldCat: E39PBJmP36xr4jB9DgHgBmM773